# Witbuikcaique
De witbuikcaique (Pionites leucogaster) is een vogel uit de familie Psittacidae (papegaaien van Afrika en de Nieuwe Wereld). De vogel werd in 1820 beschreven door de Duitse, in Nederland werkzame, dierkundige Heinrich Kuhl. Het is een bedreigde soort papegaaiachtige uit Zuid-Amerika.

## Kenmerken
De vogel is 23 cm lang. Het is een middelgrote, enigszins gedrongen parkiet met een korte staart. De voorkant van de kop en de kruin zijn oranje en de rest van de kop, nek en bovenkant van de borst zijn geel. De rug en de vleugels zijn dofgroen, waarbij de arm- en handpennen donkerblauw zijn. De buik is wit en de flanken, het bevederde deel van het loopbeen en de stuit zijn groen. De snavel is licht hoornkleurig en de poten zijn helder roze.

## Verspreiding en leefgebied
Deze soort komt voor in het zuidelijk Amazonebekken en telt drie ondersoorten:
- P. l. xanthomerius: oostelijk Peru, noordelijk Bolivia, westelijk Brazilië.
- P. l. xanthurus ("geelstaartcaique"): van Rio Juruá tot Rio Madeira (het westelijke deel van Centraal-Brazilië, ten zuiden van de Amazonerivier). Volgens BirdLife International een aparte, kwetsbare soort.
- P. l. leucogaster: van Rio Madeira tot Maranhão (het oostelijke deel van Centraal-Brazilië, ten zuiden van de Amazonerivier).

De leefgebieden liggen langs rivieren in het tropisch regenwoud, zowel bos dat in bepaalde perioden onder water staat, als in droog blijvend bos.

## Status
De grootte van de populatie is niet gekwantificeerd. Aangenomen wordt dat de populatie-aantallen afnemen door grootschalige ontbossingen waarbij natuurlijk bos wordt omgezet in gebied voor agrarisch gebruik. De soort is afhankelijk van ongerept bos en om deze redenen staat deze soort sinds 2022 als kwetsbaar op de Rode Lijst van de IUCN.
Er gelden beperkingen voor de handel in deze vogel, want de soort staat in de Bijlage II van het CITES-verdrag.